# Honda 50 cc viertaktracers

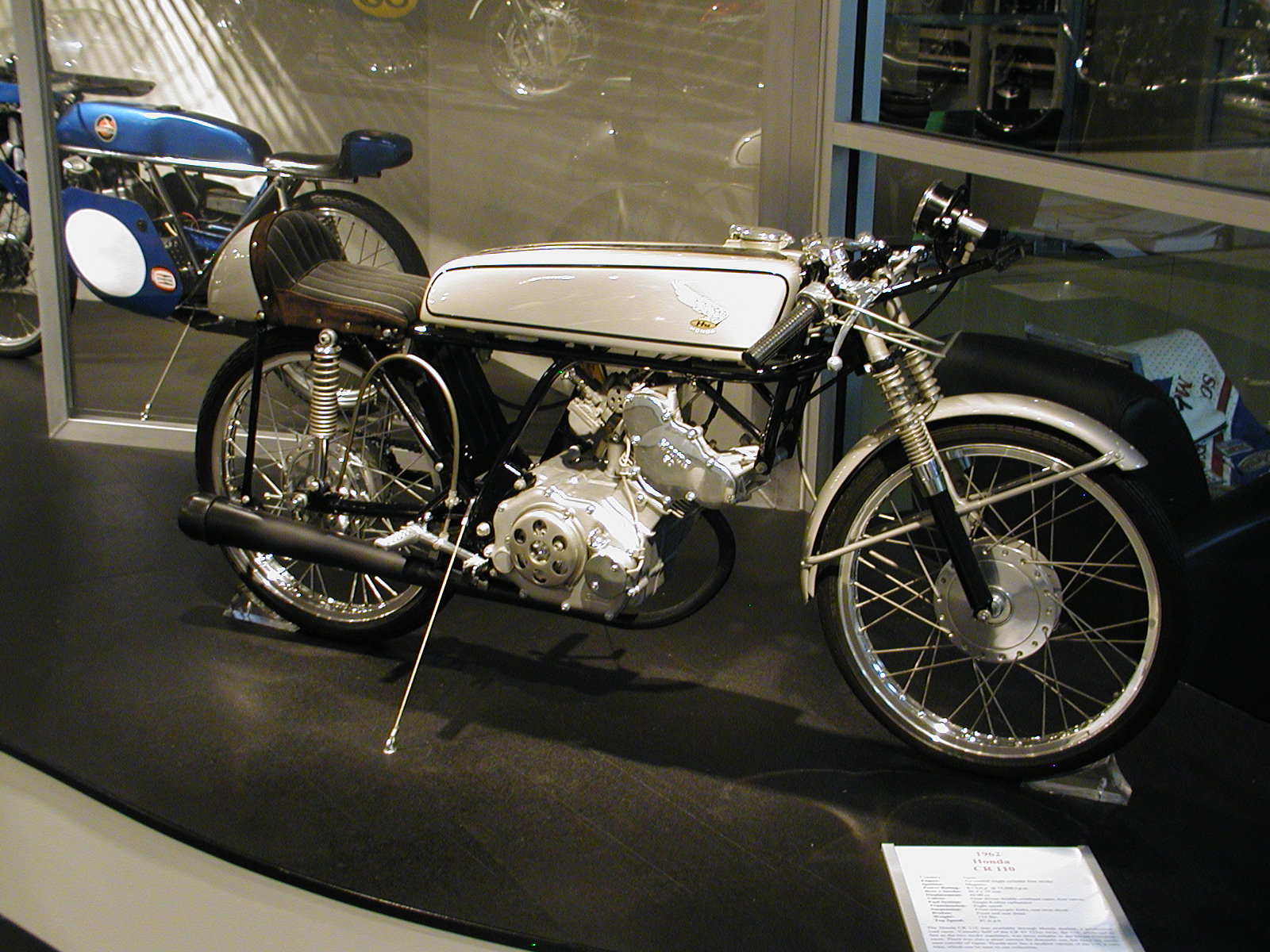
Honda CR 110

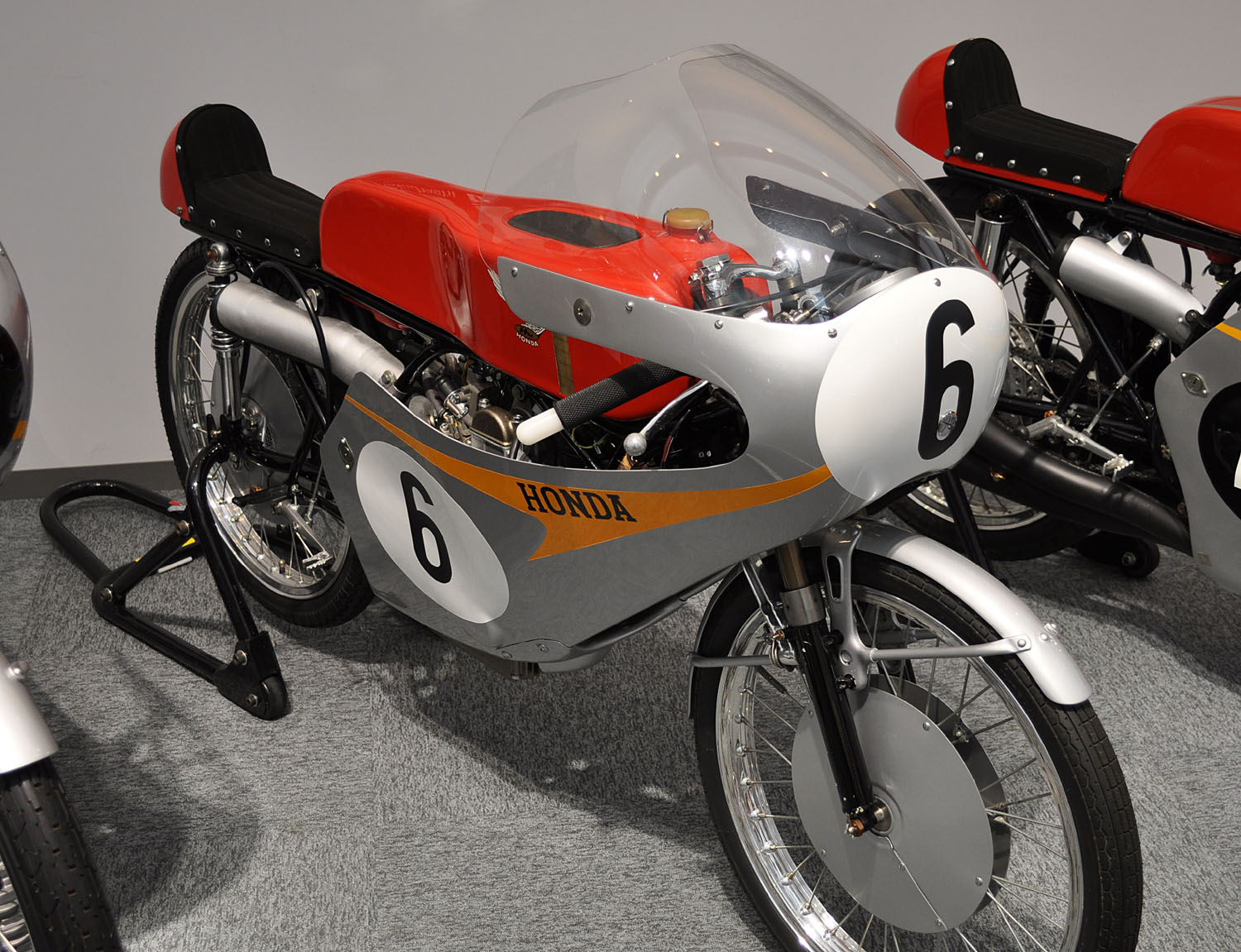
Honda RC 115

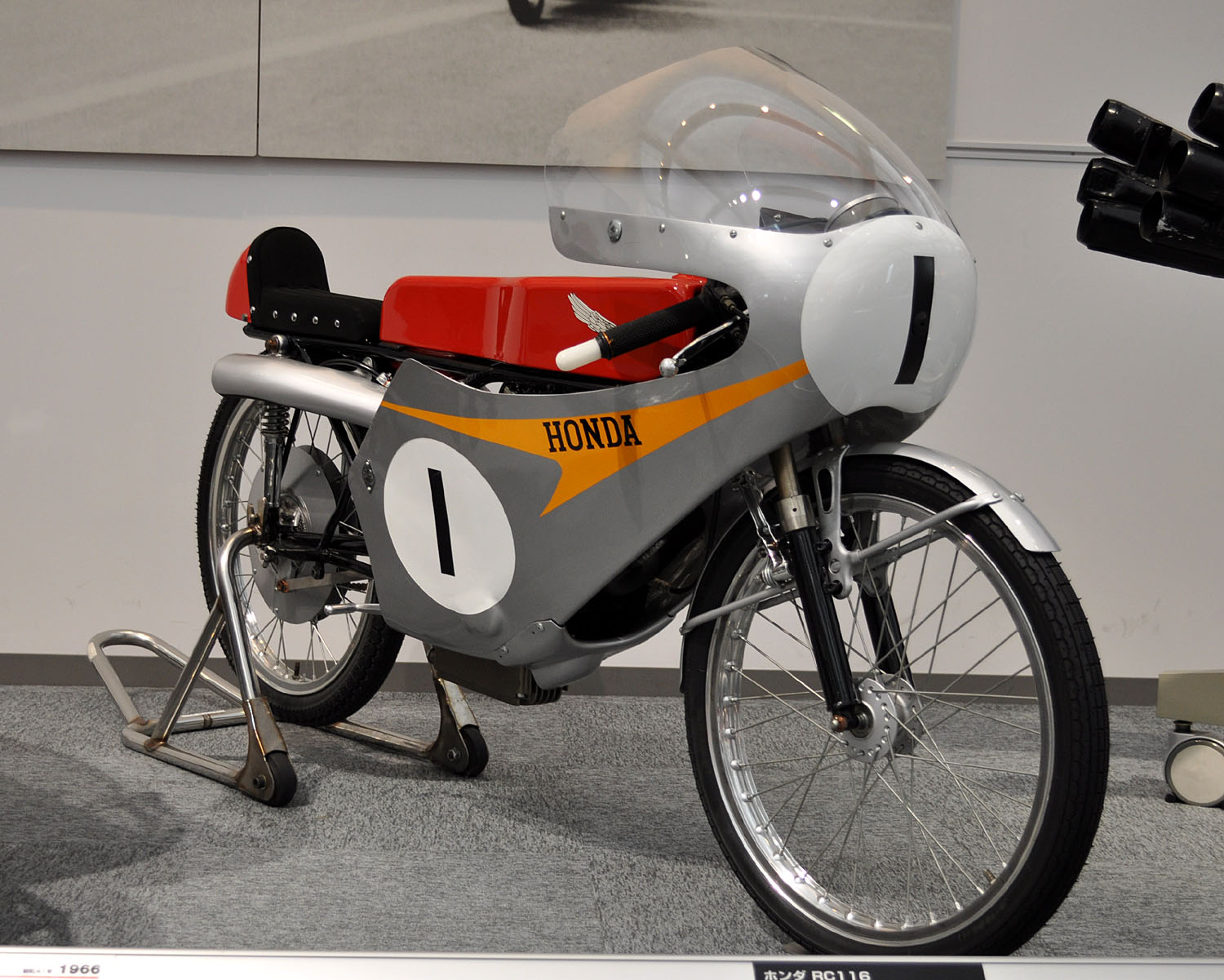
Honda RC 116

De Honda 50 cc viertaktracers vormen een serie motorfietsen die door het merk Honda werd ingezet in de 50 cc-klasse in de jaren zestig.

## Voorgeschiedenis
Honda had zich in 1959 voor het eerst in Europese races gepresenteerd toen het met de 125 cc Honda RC 142 verscheen tijdens de Isle of Man TT. Meteen was duidelijk dat dit jonge merk niet bang was voor gecompliceerde constructies: de RC 142 had twee cilinders, acht kleppen en dubbele bovenliggende nokkenassen die door een koningsas werden aangedreven. In 1959 gingen er zelfs al geruchten rond over een 50 cc tweecilinder met dezelfde constructie. In 1962 leverde het Honda-systeem van veel cilinders, veel kleppen en hoge toerentallen al twee wereldtitels op. In dat jaar werd de 50 cc-klasse toegevoegd aan het wereldkampioenschap wegrace. Die klasse was vooral in enkele Europese landen populair en in 1961 was er bij wijze van experiment een Europees kampioenschap verreden.

## Eencilinders

### 1962: Honda RC 110, RC 111 en CR 110
Honda kwam in 1962 aan de start met de RC 110 fabrieksracer. De Honda's waren samen met de Mondials de enige viertakten in het 50 cc-veld. De tweetakten waren in het voordeel: Kreidler omdat het al een snelle fabrieksracer had ontwikkeld voor het Europees kampioenschap en Suzuki kon gebruikmaken van de techniek die door Walter Kaaden was ontwikkeld en door Ernst Degner bij zijn vlucht naar het Westen was meegenomen. De roterende inlaat (die Kreidler ook had) en vooral de expansieuitlaat van Kaaden brachten Suzuki de wereldtitel. Honda-coureur Luigi Taveri werd in de GP van Spanje derde achter de Kreidler van Hans Georg Anscheidt en de Derbi van José Maria Busquets en in de GP van Frankrijk werd Kunimitsu Takahashi tweede en Taveri derde in een race die werd gewonnen door de Nederlander Jan Huberts met een Kreidler. Toen, tijdens de Isle of Man TT, verscheen de Suzuki op het toneel en Ernst Degner won vier wedstrijden op rij: de TT van Man, de TT van Assen, de GP van België en de GP van Duitsland. Daarmee was de wereldtitel voor Degner al bijna zeker, want er telden slechts zes resultaten en de Honda-coureurs hadden nog geen enkele overwinning. Taveri won de GP van Finland, die erg nat was waardoor de tweetakten problemen kregen met natte ontstekingen.
Honda opende het seizoen met de RC 110, een eencilinder met een bijna "vierkante" motor: boring en slag bedroegen 40 × 39 mm, waardoor de cilinderinhoud exact 49 cc bedroeg. Nog vóór de Franse Grand Prix werden de cilindermaten veranderd in 40,4 × 39 mm waardoor de cilinderinhoud op 49,99 cc kwam. De twee nokkenassen werden door een tandwieltrein aan de rechterkant van het blok aangedreven. De cilinder helde 35° voorover en de klephoeken waren 36° voor de inlaatklep en 40° voor de uitlaatklep, identiek aan die van de 125 cc RC 145. Het ontstekingssysteem bestond uit een dynamo en een bobine met een onderbreker die op de inlaatnokkenas gemonteerd was. De machine had een wet-sump smeersysteem. De RC 110 werd samen met een productiemodel ontwikkeld en had daarom slechts vijf versnellingen en een aansluiting voor een kickstarter, maar al na de openingsrace van 1962 werden zes versnellingen toegepast, bij aanvang van de trainingen op Man acht en aan het einde daarvan al tien. Taveri wisselde nogal eens met zijn versnellingen en gebruikte er in Assen acht en in Finland negen. De eindaandrijving verliep via een ketting. Op het eiland Man verscheen de machine al onder de naam RC 111, met de nieuwe cilindermaten en een nieuw carter met acht versnellingen. De inlaten waren iets langer geworden. Toen Suzuki op Man verscheen, telegrafeerde men meteen naar Japan om tienversnellingsbakken te sturen en die waren er voor het einde van de trainingsweek. Dat was een mooi voorbeeld van de flexibiliteit van Honda, maar met slechts 9,5 pk bij 14.000 tpm waren de machines simpelweg te zwak om tegen de tweetakten op te boksen. De aandrijving vanaf de krukas verliep door middel van tandwielen en een meervoudige droge platenkoppeling. Aan het einde van het seizoen bracht men voor privérijders CR 110 op de markt. Deze CR 110 productieracer kreeg ook de "grote" boring van 40,4 mm maar leverde slechts 8,5 pk bij 14.500 tpm. De machine kwam pas eind 1962 in productie en werd een enorm succes. De machine was niet in staat GP's te winnen tegen de snelle Suzuki's, Kreidlers en Derbi's, maar was gedurende de jaren zestig niet te kloppen in nationale en regionale wedstrijden, waar ze het moest opnemen tegen opgevoerde bromfietsen van Tomos.

## Tweecilinders

### 1962: Honda RC 112
De Grand Prix van Japan telde in 1962 nog niet mee voor het wereldkampioenschap, maar werd georganiseerd om de opening van de Suzuka International Racing Course te vieren. Ze werd gewonnen door Tommy Robb met een machine die toen RC 112 heette. Dit was een tweecilinder met een boring-slagverhouding van 33 × 29 mm (49,6 cc) met twee kleppen per cilinder en magneetontsteking. Deze machine leverde 11 pk bij 17.500 tpm, had negen versnellingen en hing in het open brugframe dat van de eencilinders bekend was.

### 1963 Honda RC 113
1962 was voor Honda een succesvol jaar geweest, met wereldtitels in de 125-, 250- en 350 cc-klasse, maar het succes kostte veel geld en daarom (en ook omdat met bezig was met de ontwikkeling van een Formule 1 auto) besloot men voor 1963 geen nieuwe machines te maken. De 50 cc-klasse werd zelfs helemaal overgeslagen. De RC 113 had dus in Suzuka zijn enige race gereden.

### 1964: Honda RC 113
De Japanse Grand Prix van 1963 sloot het WK-seizoen af en hier presenteerde Honda een nieuwe tweecilinder, de RC 113. Luigi Taveri er won die Grand Prix zelfs mee. De boring en de slag waren gelijk gebleven maar de RC 113 had vier kleppen per cilinder. Deze machine leverde al 13 pk bij 18.500 tpm en voor het eerst werd een transistorontsteking toegepast. Het duurde lang voordat Honda de RC 113 goed aan het lopen kreeg. Bovendien werd de openingsrace, de GP van de USA, overgeslagen. Daardoor kon Hugh Anderson met zijn Suzuki RM 64 een voorsprong in het wereldkampioenschap nemen. De drie opeenvolgende overwinningen van Ralph Bryans in Assen, in Francorchamps en op de Solitudering konden Anderson niet van de wereldtitel afhouden. Opmerkelijk waren de velgremmen die op de RC 113 werden toegepast. Ze waren bedoeld voor gewichtsbesparing, maar sommige coureurs hadden er zo hun bedenkingen bij. Toch had het resultaat: samen met het uitgebreide gebruik van magnesium werd het gewicht teruggebracht naar 53 kg. Om de stroomlijn te verbeteren werd de weggevallen trommelrem vervangen door twee grote schijven in het voorwiel.

### 1965: Honda RC 114 en RC 115
Het seizoen 1965 begon voor Honda met de RC 114. Deze had nog dezelfde boring-slagverhouding dan de RC 112 en de RC 113 en leverde ongeveer 14 pk bij 19.000 tpm. De machine had het moeilijk tegen de Suzuki RK 65 van Degner en Anderson en werd halverwege het seizoen vervangen door de RC 115. Dit was een compleet nieuwe motor. Die had een nieuwe boring-slagverhouding van 34 × 27,4 mm waardoor de cilinderinhoud op 49,8 cc kwam. De klephoek van 72° werd nu slechts 56°. Het vermogen bedroeg nu al 15 pk bij 20.000 tpm en de machine mocht tot 23.500 tpm worden doorgetrokken. Dit was voldoende om de Suzuki alsnog te kloppen: Ralph Bryans werd wereldkampioen en Luigi Taveri werd tweede. Uiterlijk verschil met de voorgaande machines waren de hoogliggende uitlaten, die daar gemonteerd waren om de stroomlijn te verbeteren.

### 1966: Honda RC 116
De RC 116 uit 1966 had opnieuw een andere boring en slag: 35,3 × 25,14 mm. Elk minimaal voordeel was intussen meegenomen, want de Honda leverde weliswaar 16 pk bij 21.500 tpm, maar de nieuwe Suzuki RK 66 leverde 16,5 pk bij 17.000 tpm. De RC 116 kon het dan ook niet bolwerken, maar dat lag niet alleen aan de motorfiets. Eén race voor het einde van het seizoen 1966 hadden zowel Ralph Bryans (Honda) als Hans Georg Anscheidt (Suzuki) 26 punten, maar Honda weigerde naar de Japanse Grand Prix te gaan omdat die werd verreden op de Fuji Speedway. Daardoor kreeg Suzuki de wereldtitel op een presenteerblaadje.

## Technische gegevens
| Honda                  | RC 110                                    | RC 111                                    | CR 110                                    | RC 112                                     | RC 113                                     | RC 114                                     | RC 115                                     | RC 116                                     |
| ---------------------- | ----------------------------------------- | ----------------------------------------- | ----------------------------------------- | ------------------------------------------ | ------------------------------------------ | ------------------------------------------ | ------------------------------------------ | ------------------------------------------ |
| Periode                | 1962                                      | 1962                                      | 1962-1969                                 | 1962                                       | 1963-1964                                  | 1965                                       | 1965                                       | 1966                                       |
| Categorie              | fabrieksracer                             | fabrieksracer                             | productieracer                            | fabrieksracer                              | fabrieksracer                              | fabrieksracer                              | fabrieksracer                              | fabrieksracer                              |
| Motortype              | kopklepmotor                              | kopklepmotor                              | kopklepmotor                              | kopklepmotor                               | kopklepmotor                               | kopklepmotor                               | kopklepmotor                               | kopklepmotor                               |
| Bouwwijze              | dwarsgeplaatste luchtgekoelde eencilinder | dwarsgeplaatste luchtgekoelde eencilinder | dwarsgeplaatste luchtgekoelde eencilinder | dwarsgeplaatste luchtgekoelde paralleltwin | dwarsgeplaatste luchtgekoelde paralleltwin | dwarsgeplaatste luchtgekoelde paralleltwin | dwarsgeplaatste luchtgekoelde paralleltwin | dwarsgeplaatste luchtgekoelde paralleltwin |
| Boring                 | 40 mm                                     | 40,4 mm                                   | 40,4 mm                                   | 33 mm                                      | 33 mm                                      | 33 mm                                      | 34 mm                                      | 35,5 mm                                    |
| Slag                   | 39 mm                                     | 39 mm                                     | 39 mm                                     | 29 mm                                      | 29 mm                                      | 29 mm                                      | 27,4 mm                                    | 25,14 mm                                   |
| Cilinderinhoud         | 49,0 cc                                   | 49,99 cc                                  | 49,99 cc                                  | 49,6 cc                                    | 49,6 cc                                    | 49,6 cc                                    | 49,75 cc                                   | 49,8 cc                                    |
| Compressieverhouding   | 10,5:1                                    | 10,5:1                                    | 10,3:1                                    | 10,5:1                                     | onbekend                                   | onbekend                                   | onbekend                                   | onbekend                                   |
| Carburateur            | onbekend                                  | onbekend                                  | Keihin CR 20 mm, later Keihin 23 mm       | onbekend                                   | onbekend                                   | onbekend                                   | 2 × Keihin 15 mm                           | onbekend                                   |
| Max. Vermogen          | 9,5 pk (7 kW) bij 14.000 tpm              | 9,5 pk (7 kW) bij 14.000 tpm              | 8,5 pk (6,3 kW) bij 14.500 tpm            | 11 pk (8,1 kW) bij 17.500 tpm              | 13 pk (9,6 kW) bij 18.500 tpm              | 14 pk (10,3 kW) bij 19.000 tpm             | 15 pk (11 kW) bij 20.000 tpm               | 16 pk (11,8 kW) bij 21.300 tpm             |
| Primaire aandrijving   | tandwielen                                | tandwielen                                | tandwielen                                | tandwielen                                 | tandwielen                                 | tandwielen                                 | tandwielen                                 | tandwielen                                 |
| Koppeling              | Meervoudige droge platenkoppeling         | Meervoudige droge platenkoppeling         | Meervoudige droge platenkoppeling         | Meervoudige droge platenkoppeling          | Meervoudige droge platenkoppeling          | Meervoudige droge platenkoppeling          | Meervoudige droge platenkoppeling          | Meervoudige droge platenkoppeling          |
| Versnellingen          | 6                                         | 10, 8 en 9                                | 5, vanaf 1966: 8                          | 9                                          | 9                                          | 9                                          | 9                                          | 10                                         |
| Secundaire aandrijving | ketting                                   | ketting                                   | ketting                                   | ketting                                    | ketting                                    | ketting                                    | ketting                                    | ketting                                    |
| Rijwielgedeelte        | brugframe met dragende motor              | brugframe met dragende motor              | brugframe met dragende motor              | brugframe met dragende motor               | brugframe met dragende motor               | brugframe met dragende motor               | brugframe met dragende motor               | brugframe met dragende motor               |
| Remmen                 | trommelremmen voor en achter              | trommelremmen voor en achter              | trommelremmen voor en achter              | trommelremmen voor en achter               | velgremmen voor en achter                  | velgremmen voor en achter                  | velgremmen voor en achter                  | velgremmen voor en achter                  |
| Droog gewicht in kg    | 57 kg                                     | 57 kg                                     | 61 kg                                     | 62,5 kg                                    | 53 kg                                      | 52 kg                                      | 52 kg                                      | 52 kg                                      |